# Dekan (wyżyna)

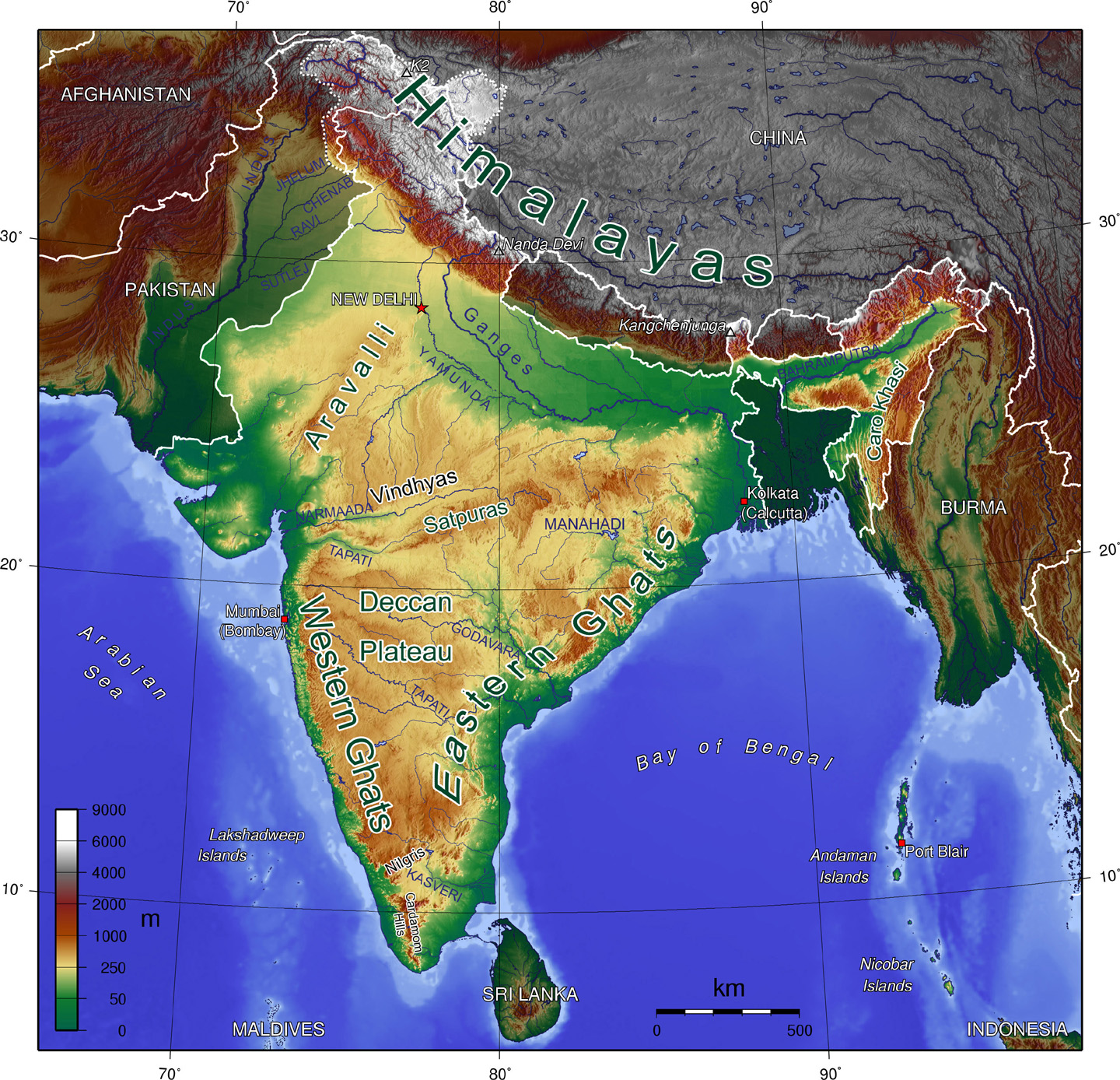
Położenie płaskowyżu (Deccan Plateau) na mapie Indii

Dekan (ang. Deccan Plateau; hindi दक्कन का पठार, Dakkan ka Pathar; kannada ದಖ್ಖನ್ ಪೀಠಭೂಮಿ, Dakhkhan Pithabhumi; malajalam ഡെക്കാൺ പീഠഭൂമി, Dekkan Pithabhumi; marathi दख्खनचे पठार, Dakhkhanaće Pathar; tamil. தக்காணப் பீடபூமி, Dakkanap Pitabumi; telugu దక్కన్ పీఠభూమి, Dakkan Pithabhumi) – znacznych rozmiarów wyżyna w środkowej i południowej części Półwyspu Indyjskiego, na terytorium Indii. Nazwa wywodzi się od sanskryckiego słowa dakṣiṇa, oznaczającego „południe”. 
Pod względem geologicznym Dekan stanowi platformę prekambryjską, fragment dawnego kontynentu Gondwany, który został od niego oderwany w jurze, a w późnym neogenie, w wyniku likwidacji Oceanu Tetydy i kolizji z płytą euroazjatycką – połączony z nią i częściowo pod nią wciśnięty. Wyżyna zbudowana jest z prekambryjskich skał metamorficznych (gnejsy, łupki krystaliczne, kwarcyty, marmury) i skał krystalicznych (granitoidy), odsłaniających się na powierzchni i stanowiących młodszą pokrywę osadową. Na pokrywę platformową składają się górnoproterozoiczne skały okruchowe i węglanowe wypełniające obniżenia podłoża, zachowana w zapadliskach tektonicznych lądowa seria gondwańska okresu paleozoiku i mezozoiku wraz z osadami lodowcowymi, utwory morskie – mezozoiczne i kenozoiczne skały osadowe (głównie wapienie i piaskowce), a także trapy w północno-zachodniej części Dekanu – wielkie, mezozoiczne pokrywy wulkaniczne (głównie doleryty i bazalty) zajmujące powierzchnię ok. 500 000 km² i osiągające miejscami grubość do 2500 m, które powstawały od kredy do eocenu.

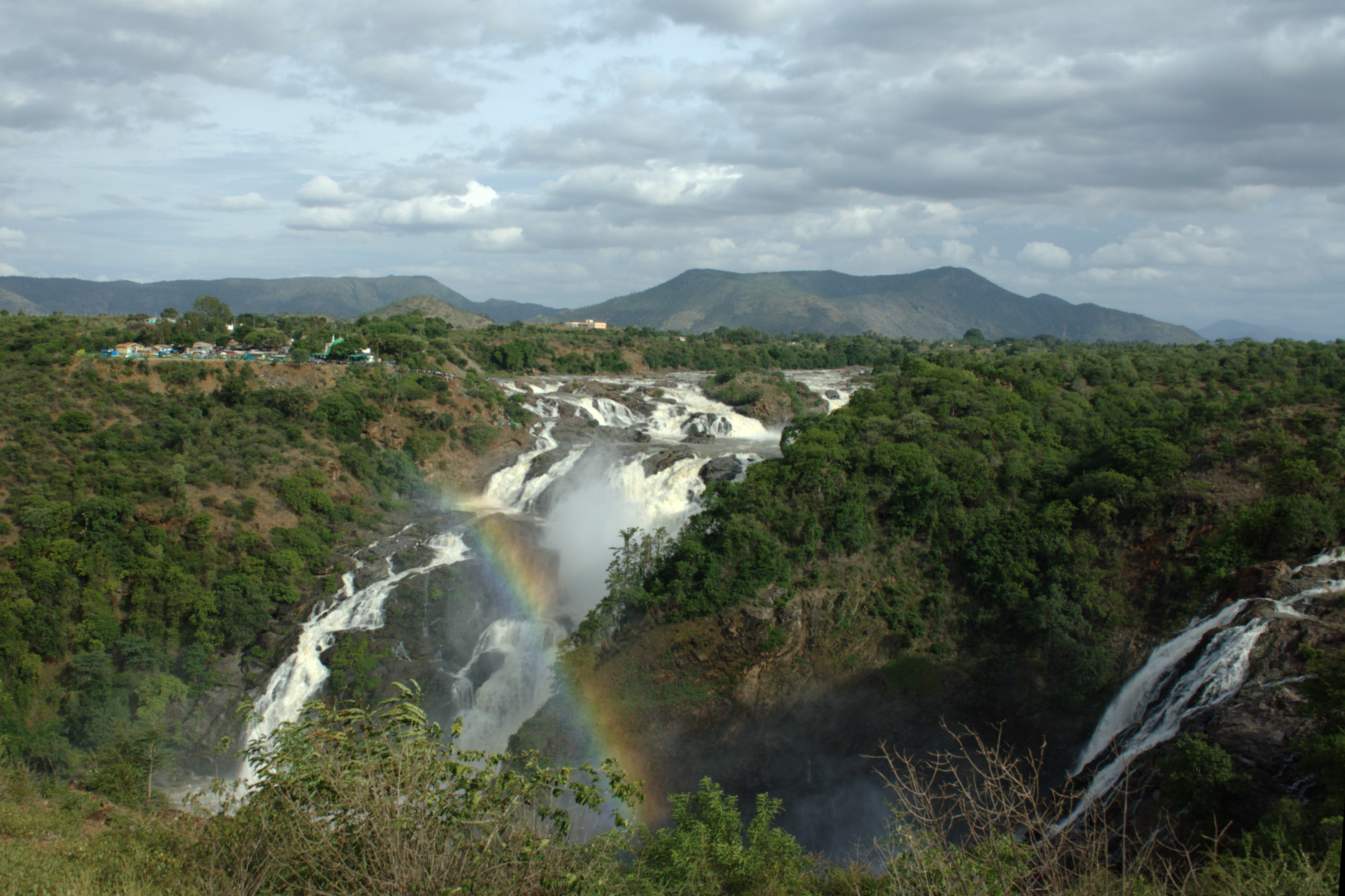
Wodospady na rzece Shivanasamudra w Mandji w pobliżu Bangaluru

Jest największym pod względem powierzchni regionem fizycznogeograficznym Indii (zajmuje około 50% powierzchni tego kraju). Średnia wysokość płaskowyżu wynosi od 600 m n.p.m. na wschodzie do 900 m n.p.m. na zachodzie. Ponad płaskowyż wznoszą się mocno zerodowane, porozdzielane dolinami rzek pasma ostańcowe o przebiegu mniej więcej równoleżnikowym (Arawali – wysokość do 1721 m n.p.m., Windhja) oraz wyżyny (Ćhota Nagpur – wysokość do 1366 m n.p.m.). Od zachodu Dekan jest ograniczony przez Ghaty Zachodnie (najwyższy szczyt – Anai Mudi 2695 m n.p.m.), natomiast od wschodu przez Ghaty Wschodnie (najwyższy szczyt – Arma Konda 1680 m n.p.m.). Pasma te zbiegają się na południu nadając Dekanowi kształt trójkąta. Oba pasma górskie oddzielają płaskowyż od wąskich aluwialnych nizin nadmorskich – od zachodu nad Morzem Arabskim (nizina Konkan, Wybrzeże Malabarskie), natomiast od wschodu nad Zatoką Bengalską (Wybrzeże Koromandelskie). Płaskowyż Dekan jest oddzielony od położonych w północnej części kraju Himalajów płaską, aluwialną Niziną Hindustańską.
Klimat wyżyny jest zwrotnikowy, monsunowy, w głębi lądu z przewagą klimatu kontynentalnego. Roślinność naturalna (lasy tropikalne, suche lasy monsunowe i sawanny) w większości przekształcono w ziemie uprawne; fragmenty naturalne utrzymały się w niektórych płaskowyżach i pasmach górskich.
Ze złóż mineralnych wydobywa się węgiel kamienny, rudy żelaza, miedzi, chromu i manganu.

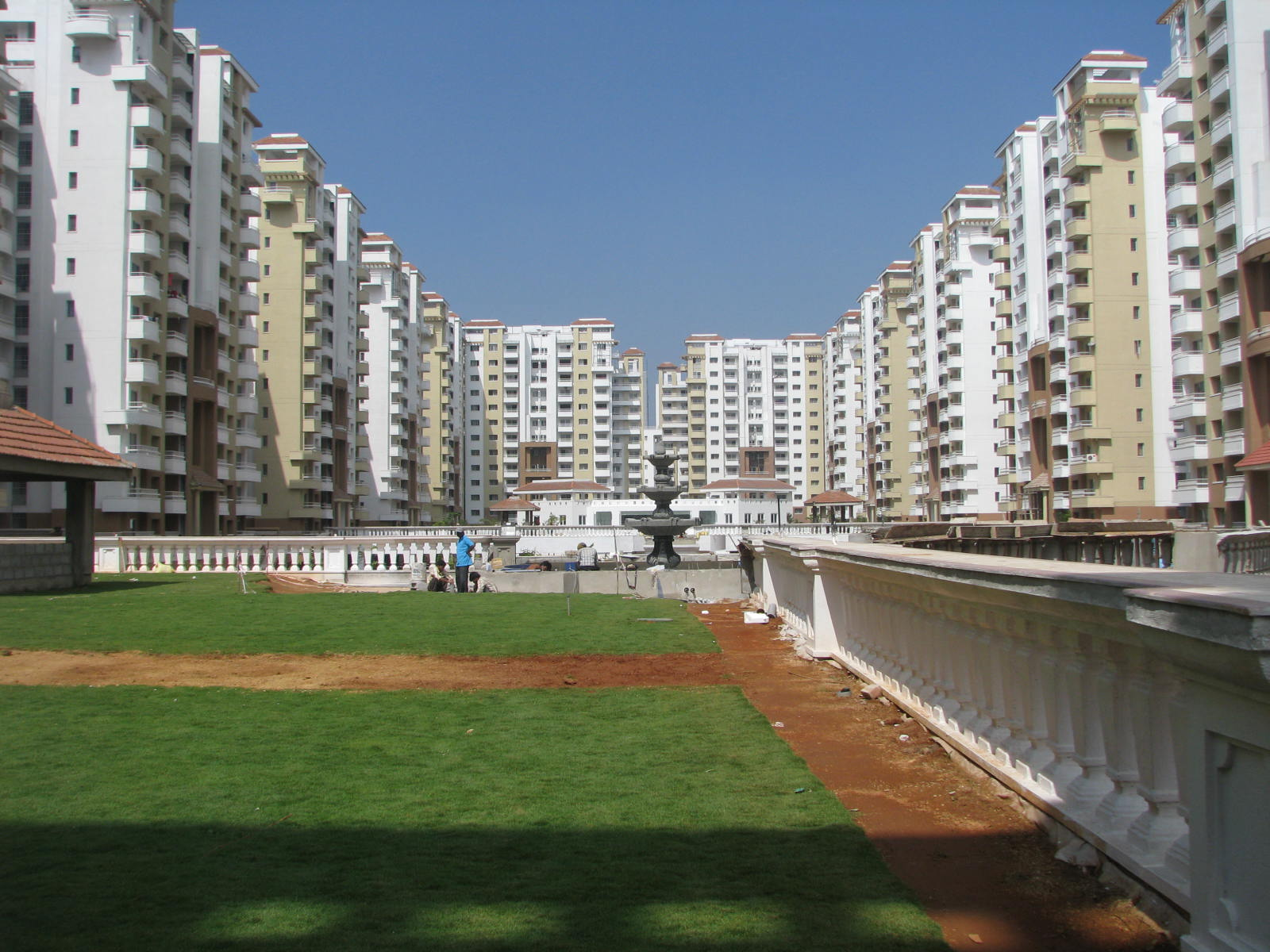
Bangalur – największe miasto na płaskowyżu

Płaskowyż poprzecinany jest licznymi rzekami, które mają swoje źródła w Ghatach Zachodnich i przebiegając z zachodu na wschód przez płaskowyż uchodzą do Zatoki Bengalskiej. Główne rzeki to Godawari, Kryszna, Pennaru i Kaweri. Doliny rzek są gęsto zaludnione. Suche obszary z dala od rzek są często słabo zmelioryzowane – podczas deszczów woda szybko spływa do rzek. Niemniej jednak obszar na północy płaskowyżu nadaje się do uprawy bawełny ze względu na gleby wulkaniczne. Oprócz tego na wyżynie Dekan uprawia się często prosa (zwł. proso perłowe), rośliny oleiste oraz pszenicę, a w południowej części płaskowyżu znajdują się plantacje herbaty i kawowca. 
Do największych miast na Dekanie należą Hajdarabad oraz Bangalur.